# First Lake
First Lake är en sjö i Kanada.   Den ligger i provinsen Nova Scotia, i den östra delen av landet, 1 100 km öster om huvudstaden Ottawa. First Lake ligger 3 meter över havet. Arean är 0,18 kvadratkilometer. Den ligger på ön Kap Bretonön. Den sträcker sig 0,5 kilometer i nord-sydlig riktning, och 0,7 kilometer i öst-västlig riktning.
I omgivningarna runt First Lake växer i huvudsak blandskog. Runt First Lake är det ganska glesbefolkat, med 27 invånare per kvadratkilometer.